# Туба Бююкюстюн
Туба Бююкюстюн (на турски: Tuba Büyüküstün, МФА: tuːˌbaː byjykysˈtyn) е турска актриса, номинирана и носител на много престижни международни награди, жури на световен филмов фестивал, лице на световноизвестни марки, посланик на добра воля на УНИЦЕФ.

## Ранен живот
Туба Бююкюстюн е родена на 5 юли 1982 г. в Истанбул, Турция. Името Туба (Tuğba) има арабски корен и означава райско дърво. Тя е единственото дете в семейството и от малка се интересува от рисуване. Завършва средно образование с насоченост математика в лицей и моден дизайн и декорация в университета „Мимар Синан“ в Истанбул. Докато учи в университета, Туба се снима в реклами и е забелязана от Томрис Гиритлиоулу  – продуцент, режисьор и сценарист.

## Кариера
Първата ѝ роля е през 2003 г. в сериала „Султан Макамъ“, като участва в последните четири епизода. През 2004 г. се снима в сериала „Корона от цветя“ („Забрадката с бродираните рози“), режисиран от Чаан Ърмак, в образа на Зарифе. Същата година участва във филма „Гюлизар“ като Гюлизар. За ролята си печели първата си награда за „Най-добра актриса“ на ТВ фестивала в Сърбия и Черна гора . 
През 2005 г. се снима в сериала „Под липите“ в ролята на Филиз заедно с Бюлент Инал и Синан Тузджу. Същата година участва във филма „Баща ми и синът ми“ като Айсун. 
През 2006 г. се снима във филмите „Пътят на любовта“ в ролята на Дениз и „Изпитът“, като учителка, заедно с Жан-Клод Ван Дам. 
В периода 2007 – 2009 г. се превъплъщава в ролята на Аси в сериала „Гордата Аси“ заедно с Мурат Йълдъръм и Четин Текиндор. На 51-вия ТВ фестивал в Монте Карло „Гордата Аси“ е номиниран за най-гледан сериал в света. 
През 2010 г. изпълнява главна роля във филма „Попитай сърцето си“. 
В периода 2010 – 2011 г. се снима в сериала „Огнено сърце“ в ролята на Хасрет заедно с Джансел Елчин. 
През 2013 г. се завръща на екран в сериала „20 минути“ в образа на Мелек заедно с Илкер Аксум. 
За ролята на Мелек, Туба става първата представителка на Турция, номинирана за „Най-добра актриса“ на 42-те Награди Еми. 
През 2014 г. е отново в главна роля – Елиф в сериала „Черна любов“ заедно с Енгин Акюрек. Сериалът става най-продаваемият няколко години подред, а за ролите си Туба и Енгин получават много престижни награди. 
През 2015 г. се снима в три филма – „Джунгла“, „Спомени на вятъра“ и „Тясна рокля“. 
През 2016 г. участва във филма на Ферзан Йозпетек „Истанбул червен“ заедно с Халит Ергенч, Мехмет Гюнсюр и Нежат Ишлер. Филмът е отличен с най-високата награда на фестивала „Синелибри“. 
В периода 2016 г. – 2017 г. пресъздава главна женска роля в сериала „Искрите на отмъщението“ и си партнира с Къванч Татлъту. Сериалът е отличен с наградата за най-добра драма на 12-ия Международния фестивал в Сеул (12th Seoul International Drama Awards) 
През 2017 г. излиза на екран филма на Онур Сайлак „Още“, където актрисата изпълнява ролята на Ахра.

## Личен живот
На 28 юли 2011 г. Туба се омъжва за актьора Онур Сайлак в Париж, а на 19 януари 2012 г. ражда двете си дъщери, близначките Мая и Топрак.

## Филмография

### Филми
| Година | Заглавие           | Роля    |
| ------ | ------------------ | ------- |
| 2004   | Гюлизар            | Гюлизар |
| 2005   | Пътят на любовта   | Дениз   |
| 2005   | Баща ми и синът ми | Айсун   |
| 2006   | Изпитът            | Зейнеп  |
| 2010   | Попитай сърцето си | Есма    |
| 2015   | Джунгла            | Зейнеп  |
| 2015   | Спомени на вятъра  | Зепур   |
| 2016   | Тясна рокля        | Хелин   |
| 2016   | Червеният Истанбул | Невал   |
| 2017   | Още                | Ахра    |

### Телевизия (сериали)
| Година      | Заглавие                 | Роля           |
| ----------- | ------------------------ | -------------- |
| 2003        | Властта на султана       | Несрин         |
| 2004        | Корона от цветя          | Зарифе         |
| 2005 – 2007 | Под липите               | Филиз Текинер  |
| 2007 – 2009 | Гордата Аси              | Аси            |
| 2010 – 2011 | Огнено сърце             | Хасрет         |
| 2013        | 20 минути                | Мелек Халаскар |
| 2014 – 2015 | Черна любов              | Елиф Денизер   |
| 2016 – 2017 | Искрите на отмъщението   | Сюхан Корлудаа |
| 2020        | Обади се на мениджъра ми | Себе си        |
| 2021        | Дъщерята на посланика    | Мави           |

### Интернет
| Година | Заглавие                                  | Роля           |
| ------ | ----------------------------------------- | -------------- |
| 2020   | Възходът на империите: Османската империя | Мара Бранкович |
| 2022   | Маслиновото дръвче                        | Ада            |

### Реклами
Туба е сред най-красивите жени на света и това я прави много търсена за реклама на световноизвестни марки.
- Colins (2000)
- Molped
- Kremini
- Maximum Kart
- Lamees ve Mohannad parfüm (2008)
- Pantene (2007 – 2014)
- ARTĒ Madrid (2013) [13]
- Molfix (2014)
- IWC (2016 – 2018) [14]

## Награди
Туба Бююкюстюн е първата представителка на Турция, номинирана за „Най-добра актриса“ на 42-рите награди Еми за ролята си в сериала „20 минути“.
Носител е на международната награда „Джузепе Шака“ („Giuseppe Sciacca“) Ватикана 2015 г. в категорията „Млади актьори в театъра и киното“ за цялостно творчество. Освен международни награди, Туба е отличена с „Най-добра актриса“ за всичките си роли в родината си.
През 2015 г. Туба получава и най-престижната награда за посланик на добра воля в Турция – награда за най-активен посланик на мира от университета „Сулейман Шах“ по програма „Обединени нации“(„Süleyman Şah University Model United Nation Universities“).
През 2017 г. е удостоена със специалната награда „Златна пеперуда“ в категорията „Сътворяващи чудеса“.
Туба Бююкюстюн е първият представител на Турция в състава на световното жури в Лос Анджелис на фестивала за азиатското кино.